# Tomasz Piszcz
Tomasz Piszcz (ur. 8 czerwca 1977 w Lublinie) – polski żużlowiec.
Wychowanek Motoru Lublin. Finalista młodzieżowych mistrzostw Polski par klubowych (Piła 1995 – VII miejsce). Finalista mistrzostw Polski par klubowych (Wrocław 2000 – VII miejsce). Finalista turnieju o „Srebrny Kask” (Leszno 1997 – XIV miejsce). Finalista indywidualnych mistrzostw Łotwy (2008 – V miejsce). Brązowy medalista klubowego Pucharu Europy (Slaný 2008 – w barwach klubu AK Slaný).

## Starty w lidze polskiej
- Motor Lublin – 1993-1995
- LKŻ Lublin – 1996-1999
- GKM Grudziądz – 2000
- Wybrzeże Gdańsk – 2001-2002
- TŻ Lublin – 2003-2005
- Wybrzeże Gdańsk – 2006
- TŻ Lublin – 2007
- SK Lokomotīve Dyneburg – 2008
- KMŻ Lublin – 2009-2013